# 引導を渡す
引導を渡す（いんどうをわたす）は、仏教からのことわざ。

## 概要
引導を渡すというのは現代の日本社会においては、相手に教え諭すような態度で言ったり、相手と縁を切ったり、相手に死の宣告をするという行為のことを意味して用いられている。見込みの無い志願者に対して、諦めるように最終的な宣告をする場合などのことも引導を渡すと言う。
仏教においての引導とは人を悟りへと導くための真理や教えのことであり、亡くなった人が問題なく仏の世界へと進めるために故人に唱えられる法語でもある。仏教では亡くなった人が自身の死に気付かずにこの世に留まり続けて亡霊となることを防ぐために引導を渡すということが行われている。仏教においての引導を渡すという儀式は葬式において行われる事柄で、亡くなった人が無事にあの世に行けるように導く儀式。引導を渡す儀式というのは読経中か読経の前か後に行われている。この引導を渡すというのは個人の魂が現世から浄土に旅立つ瞬間でもあり、葬儀の中のクライマックスでもある。宗派によっては「喝」や「露」などと大きな声を出して行っているところがある。松明を燃やして行う宗派もあるが、現在は防火上の問題もあるため、棒状のものに赤い布などを付けて燃える火を模して代用している場合もある。
漢の時代の中国の王充の『論衡』に「薬を服して引導す」という文章がある。これは大気を体内に引き入れる道教の養成術である。『南史』の王僧弁伝には「群魚有りて水に躍り空に飛びて引導す」とあり、手引きや案内のことが意味されている。